# 25522 Roisen
25522 Roisen este un asteroid din centura principală de asteroizi.

## Descriere
25522 Roisen este un asteroid din centura principală de asteroizi. A fost descoperit pe 7 decembrie 1999 la Socorro, New Mexico, în cadrul proiectului LINEAR. Asteroidul prezintă o orbită caracterizată de o semiaxă mare de 2,67 ua, o excentricitate de 0,08 și o înclinație de 4,8° în raport cu ecliptica.